# Bulthaup (Unternehmen)
Die Bulthaup GmbH & Co. KG (Eigenschreibweise: bulthaup) ist ein deutscher Küchenmöbelhersteller in Bayern. Es ist bis heute ein Familienunternehmen.

## Unternehmensgeschichte

### Gründungsjahre

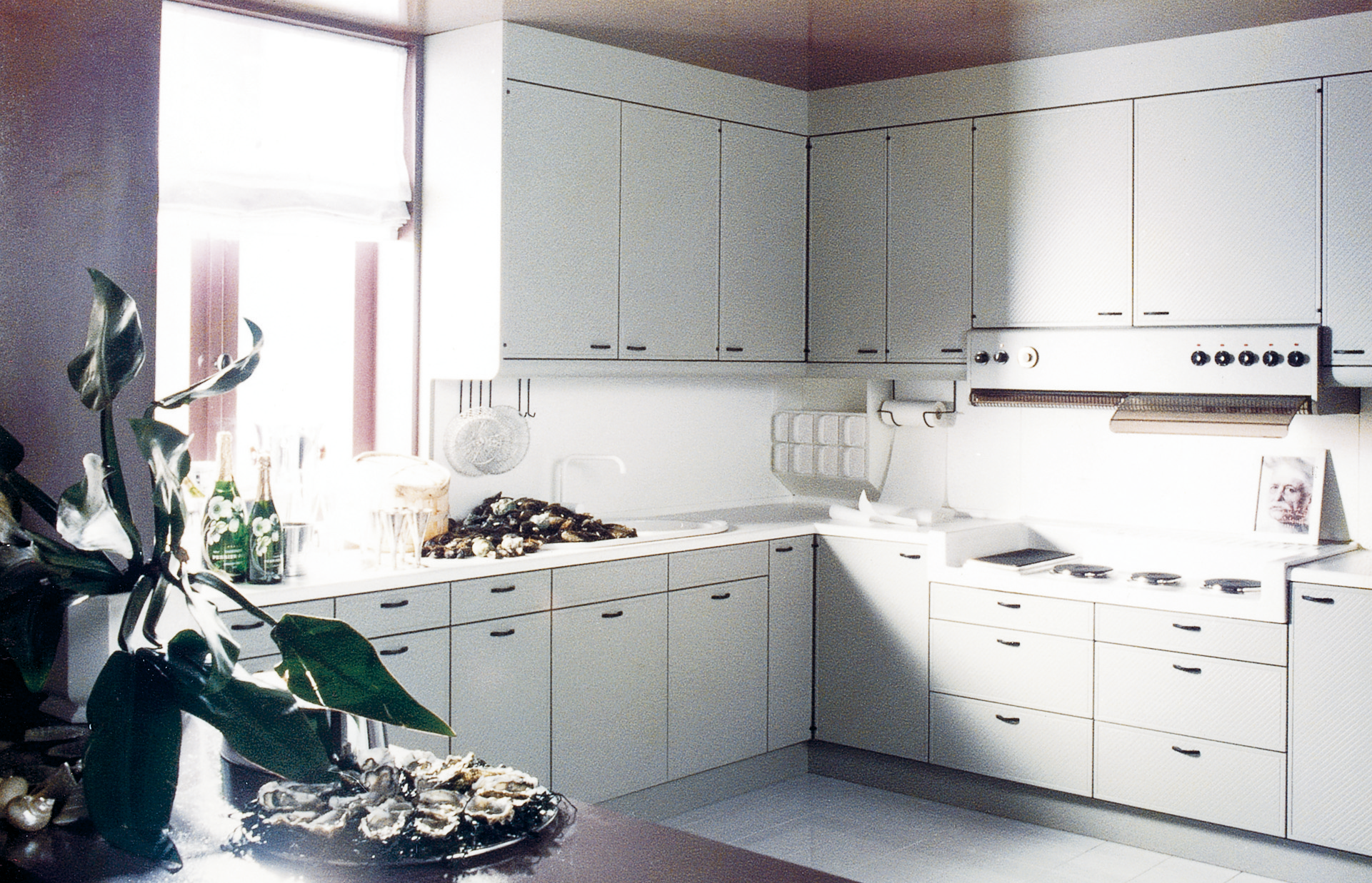
Bulthaup Concept 12 (1974)

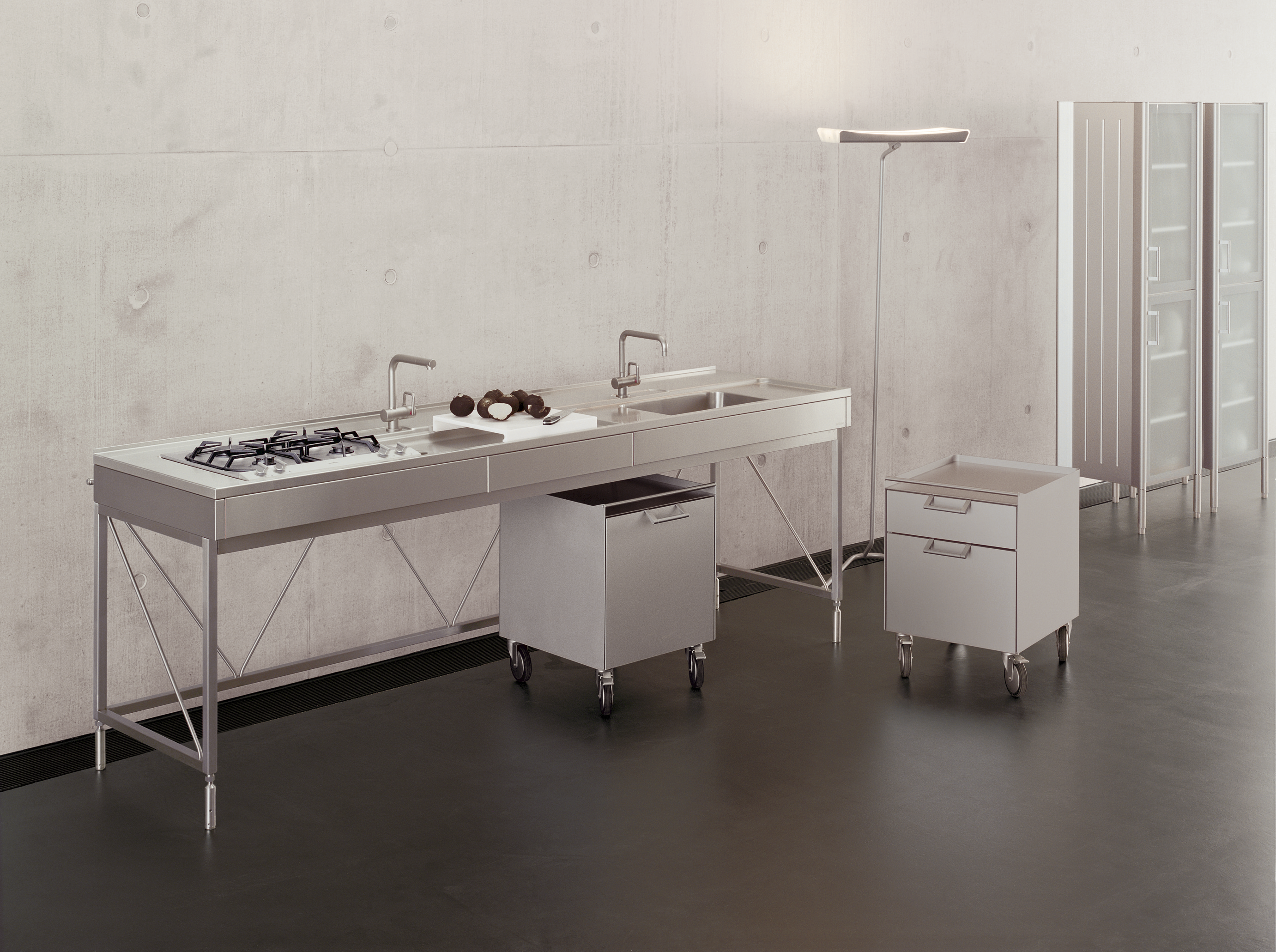
Bulthaup Küchenwerkbank (1988) und Bulthaup System 20 Möbel – Herstellerfoto

Der aus Ostwestfalen stammende Martin Bulthaup gründete 1949 die Martin Bulthaup Möbelfabrik in Bodenkirchen bei Landshut. 1951 begann er mit der Produktion von Küchenmöbeln. Erstes Produkt war ein Küchenbuffet mit handgenähten Vorhängen. 1963 errichtete er ein Werk in Bodenkirchen und erweiterte die Produktionsanlagen 1966 durch einen weiteren Standort in Neumarkt-Sankt Veit. Martin Bulthaup führte die Fließbandfertigung in seinen Betrieben ein.
1969 präsentierte Bulthaup die Produktlinie „Stil 75“. Mit einem Umsatz von rund hundert Millionen DM zählte das Unternehmen in den späten 1960er Jahren zu den fünf größten deutschen Herstellern von Küchenmöbeln, ab 1973 begann der Export in Länder der damaligen EWG.
1974 stellte Bulthaup das Küchenmodell „Concept 12“ (auch: c12) vor. Dieses erlaubte durch das Rastermaß von 12 cm eine flexible Planung.
Gerd Bulthaup, Sohn des Firmengründers, trat 1976 zusammen mit seiner Zwillingsschwester Ingeborg Eckert geb. Bulthaup der Geschäftsführung bei. Ab 1979 wurde das Familienunternehmen von Gerd Bulthaup (1944–2019), dem Sohn des Firmengründers in 2. Generation übernommen, und mit dem Bau einer neuen Produktionsstätte in Bodenkirchen-Aich verschiedene Unternehmensbereiche zusammengefasst.

### Zusammenarbeit mit Otl Aicher
1980 begann Bulthaup die Zusammenarbeit mit dem Gestalter Otl Aicher. Nach Aichers Auffassung sollten Küchen zur gemeinsamen Zubereitung von Speisen einladen und Küchenwerkzeuge griffbereit und sichtbar aufbewahrt werden. 1982 veröffentlichte er das Buch „Die Küche zum Kochen“. Im gleichen Jahr erschien das Küchenmöbelprogramm „System b“, das von den Untersuchungen Aichers inspiriert war.
In weiterer Folge entstand 1988 die sogenannte „Küchenwerkbank“ (KWB), eine Kombination aus Edelstahl-Kochstelle, Spülbecken und Arbeitsfläche. Sie übernahm Gestaltungselemente der Großküche und wurde mit einigen Designpreisen ausgezeichnet. Mit der „Küchenwerkbank“ vollführte Bulthaup die Abkehr von der reinen Funktionsküche zur Wohnküche mit Kücheninsel und wandelte die Küche vom Arbeits- zum Lebensraum. Bis heute gilt die „Küchenwerkbank“ als Designklassiker, die eine ganze Branche prägte.

### 1990er Jahre

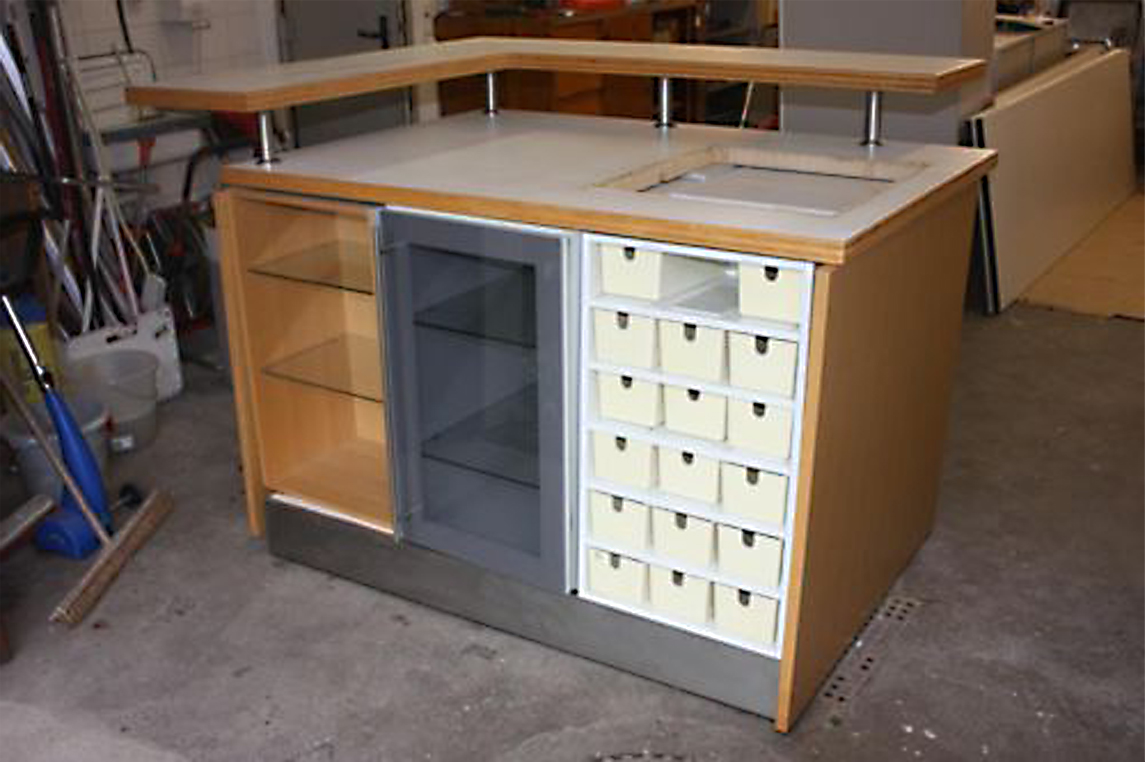
Der typische Materialmix der Küchen der 1990er Jahre

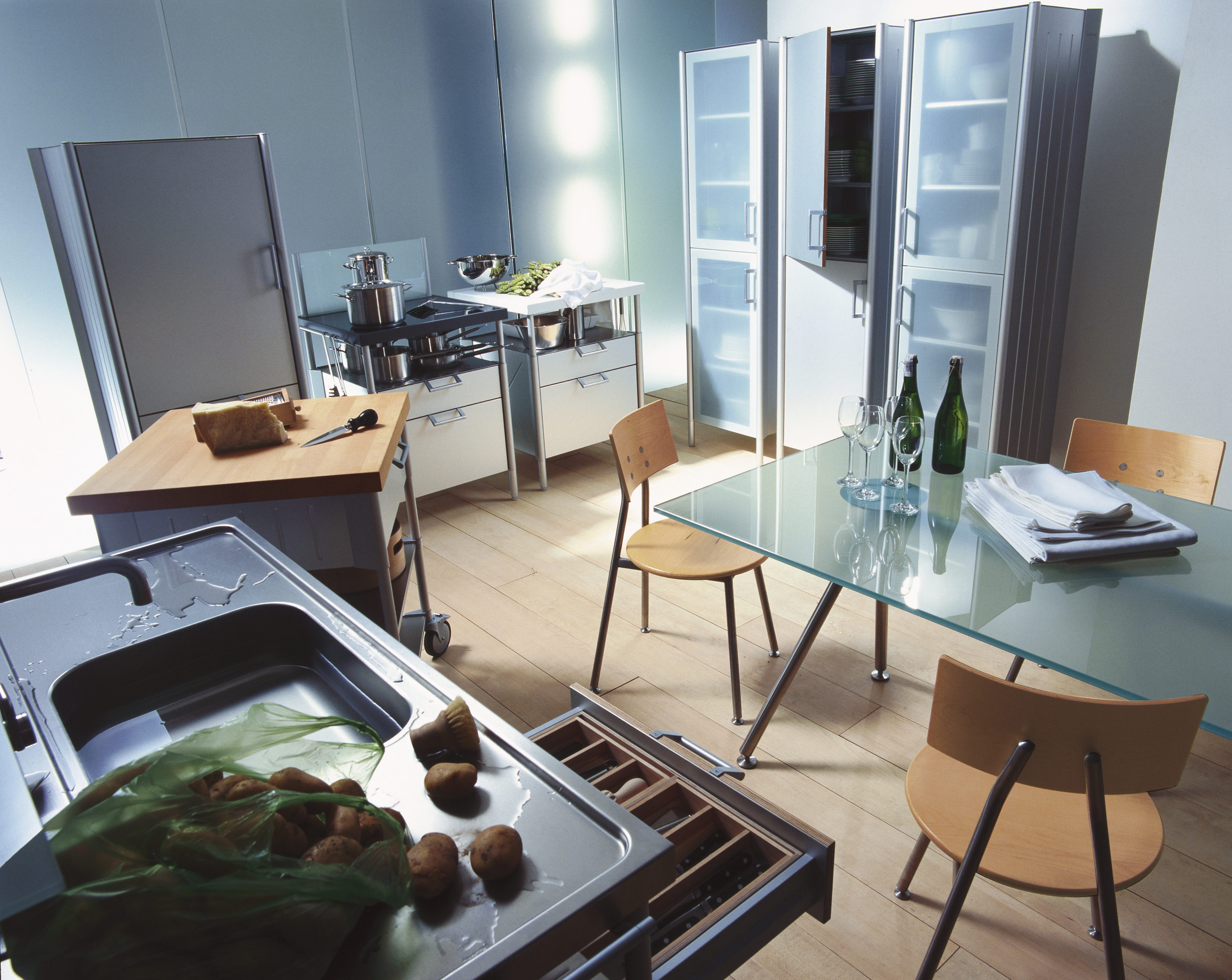
Bulthaup System 20 (1997)

1992 präsentierte Bulthaup das „System 25“. Auch hier war flexible Planung möglich, die Produktbezeichnung beruht auf dem dreidimensionalen Raster von 25 × 25 × 25 mm. Besonders beanspruchte Bereiche konnten in Edelstahl ausgeführt werden und zusammen mit Oberflächen aus Glas, Holz und Laminat kombiniert werden. Mehrfach ausgezeichnet wurde der neu entworfene Bulthaup-Dunstabzug, welcher sich in Form und Funktion an der professionellen Küche orientierte. Zusätzlich wurden auch die Sitzmöbelsysteme „Korpus“ und „Duktus“ entwickelt und angeboten. 1997 wurde das mobile „System 20“ präsentiert, welches rollbare Container und frei positionierbare Elemente enthielt. Diese waren unabhängig kombinierbar und konnten, nach Verfügbarkeit von Strom- und Wasseranschluss, auch völlig frei im Raum platziert werden.

### Ab 2000
In den folgenden Jahren brachte bulthaup drei neue Systeme heraus: bulthaup b3 im Jahr 2004 sowie bulthaup b2 und bulthaup b1 im Jahr 2008. Im Jahr 2002 zog sich Gerd Bulthaup aus der operativen Geschäftsführung des Unternehmens zurück und wechselte in den Aufsichtsrat des Unternehmens. Nach externen Geschäftsführern übernahm im Jahr 2010 mit Marc O. Eckert wieder ein Familienmitglied die Führung des Unternehmens.

### Konjunkturschwäche 2010
Aufgrund der anhaltenden Konjunkturschwäche war das Unternehmen im März 2010 gezwungen, 114 der über 550 Beschäftigten in eine Beschäftigungs- und Qualifizierungsgesellschaft zu überführen oder ihnen kurzfristig zu kündigen. Nachdem bereits eine eineinhalbjährige Phase der Kurzarbeit zu Ende gegangen war, mussten die Mitarbeiter nach einer Umschulungs- und Betreuungszeit von neun Monaten aus dem Unternehmen ausscheiden.

## Vertriebsstruktur
Weltweit gibt es rund 300 Handelspartner, die als eigenständige Partnerunternehmen geführt werden. Bulthaup hat Tochtergesellschaften in Großbritannien, Frankreich, Italien, Spanien, den Niederlanden, der Schweiz, Hongkong und den USA.

## Unternehmensleitung
Seit 2009 führt der Jurist Marc O. Eckert als Geschäftsführer und Mitinhaber den Küchenhersteller in 3. Generation.

## Auszeichnungen
- 2025 „Life & Living Award 2025“ in der Kategorie Küchenmöbel vom Deutsches Institut für Service-Qualität (DISQ) und dem Nachrichtensender n-tv.[21]
- 2014 Gerd Bulthaup wurde vom Rat für Formgebung mit dem German Design Award in der Kategorie „Personality“ ausgezeichnet.[7]
- 2014 „Architects Partner Award“ in Gold der AIT.[22]
- 2013 Good Design Award in der Kategorie Küchen/Küchengeräte vom Art Institute of Chicago für „Bulthaup b3“ Innenausstattung.[23]
- 2010 Designpreis der Bundesrepublik Deutschland für b2[24]
- 1997 Die Europäische Kommission verlieh Bulthaup den Lifetime Achievement Award und den Europäischen Design-Preis[25]